# Frankenberg (Eder)
Frankenberg (Eder) è una città tedesca di 18 033 abitanti, situata nel Land dell'Assia.

## Amministrazione

### Gemellaggi

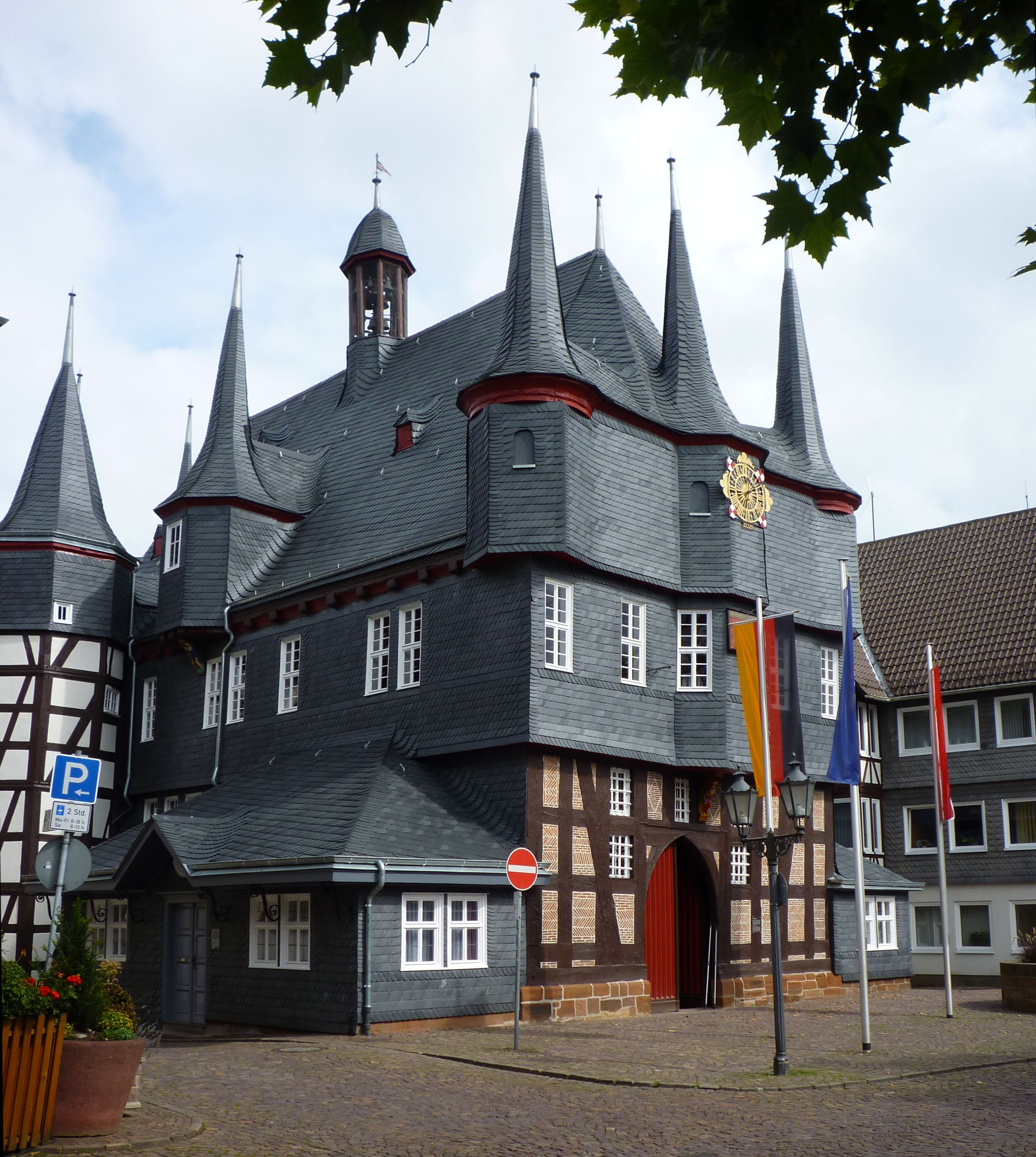
Frankenberg

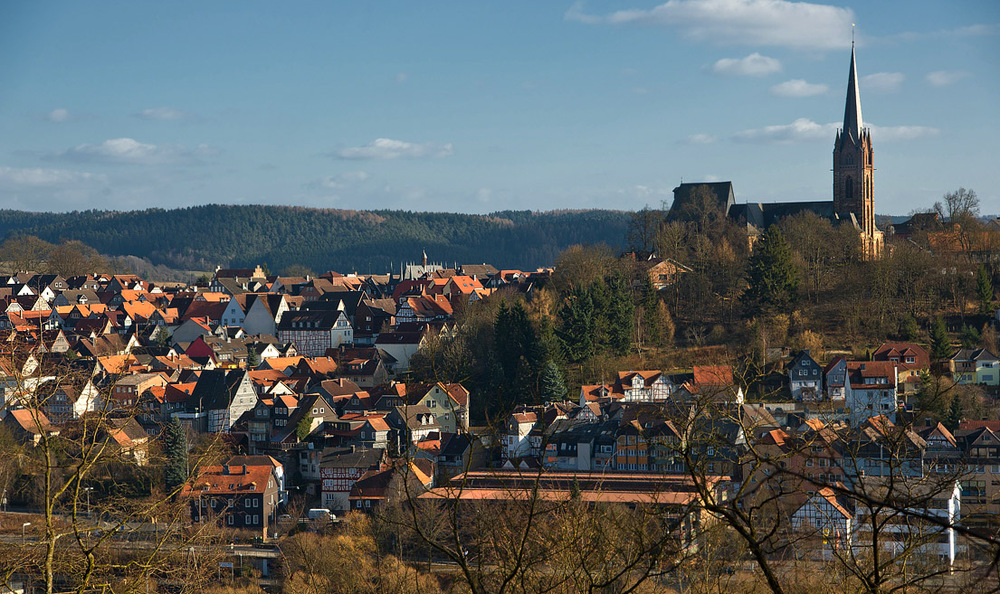
Frankenberg

- Brou, dal 1968
- Seekirchen am Wallersee, dal 1968
- Manningtree, dal 1971
- Frankenberg, dal 1990
- Bytów, dal 2008[2]